# Rudimentary Peni
I Rudimentary Peni sono una band anarcho-punk britannica formatasi verso gli inizi degli anni ottanta.
La storia della band e dei suoi componenti non risulta molto chiara a causa della riluttanza nel rilasciare interviste e talvolta della loro stessa attitudine ad alimentare mistero e confusione. Il cantante e chitarrista Nick Blinko e il bassista Grant Matthews si dividono il compito di scrivere i testi che risultano essere un mix di argomenti di natura macabra (per opera di Blinko) e sociopolitica (Matthews). Blinko oltre alla musica si dedica alla pittura e tutte le copertine dei lavori dei Rudimentary Peni sono state da lui realizzate.
La band debuttò con la pubblicazione di due EP nel 1981 e nel 1982, seguiti da un primo LP, Death Church nel 1983.
In questo periodo il gruppo interruppe la propria attività a causa di problemi di salute del bassista Matthews, al quale era stato diagnosticato un tumore. Una volta guarito, nel 1988 si riformarono; venne pubblicato Cacophony, un album dal suono più melodico rispetto ai precedenti lavori e che si ispirava allo scrittore Howard Phillips Lovecraft. Il seguente album, Pope Adrian 37th Psychristiatric, uscì solo nel 1995 e venne scritto da Blinko durante un lungo periodo di ricovero in una clinica psichiatrica. Da allora la band ha pubblicato altri 4 EP ma non ci sono più state esibizioni dal vivo.

## Formazione attuale
- Nick Blinko – voce e chitarra
- Grant Matthews – basso
- Jon Grenville – batteria

## Discografia
- 1981 - Rudimentary Peni, EP (Outer Himalayan)
- 1981 - Farce, EP (Crass Records)
- 1982 - Catastrophe, LP live (Rotten Records)
- 1983 - Death Church, LP (Corpus Christi)
- 1986 - The EPs of RP, LP/CD (raccolta degli EP Rudimentary Peni e Farce; Corpus Christi)
- 1989 - Cacophony, LP (Outer Himalayan)
- 1995 - Pope Adrian 37th Psychristiatric, LP (Outer Himalayan)
- 1998 - Echoes of Anguish, EP (Outer Himalayan)
- 2000 - The Underclass, EP (Outer Himalayan)
- 2004 - Archaic, EP (Outer Himalayan)
- 2008 - No More Pain, EP (Southern Records)